# Philogenia sucra
Philogenia sucra – gatunek ważki z rodziny Philogeniidae. Występuje na terenie Ameryki Południowej.